# Rostkindad knottsmyg
Rostkindad knottsmyg (Microbates cinereiventris) är en fågel i familjen myggsnappare inom ordningen tättingar.

## Utseende och läte
Rostkindad knottsmyg är en liten gärdsmygslik fågel. Noterbart är roströd kind, vit strupe och en lång och rak näbb. Arten liknar knottsmygarna i Ramphocaenus, men både stjärt och näbb är kortare och fjäderdräkten är mer kontrastrik. Bland lätena hörs hårda tjattrande ljud och klara "peeew".

## Utbredning och systematik
Rostkindad knottsmyg delas oftast in i fyra underarter med följande utbredning:
- Microbates cinereiventris semitorquatus – södra Nicaragua till nordvästra Colombia
- Microbates cinereiventris albapiculus – Caucadalen i norra Colombia
- Microbates cinereiventris magdalenae – Magdalenadalen i norra Colombia
- Microbates cinereiventris cinereiventris – sydvästra Panama till sydvästra Ecuador
- Microbates cinereiventris unicus – centrala Colombia
- Microbates cinereiventris hormotus – södra Colombia, östra Ecuador och nordöstra Peru
- Microbates cinereiventris peruvianus – östra Peru och västra Bolivia

## Levnadssätt
Rostkindad knottsmyg hittas i undervegetation i skog. Där slår den ofta följe med kringvandrande artblandade flockar eller följer svärmande vandringsmyror för att plocka insekter som de skrämmer upp i sin väg.

## Status och hot
Arten har ett stort utbredningsområde, men tros minska i antal, dock inte tillräckligt kraftigt för att den ska betraktas som hotad. Internationella naturvårdsunionen IUCN listar arten som livskraftig (LC). Beståndet uppskattas till i storleksordningen en halv miljon till fem miljoner vuxna individer.